# اینترسکشنالیتی

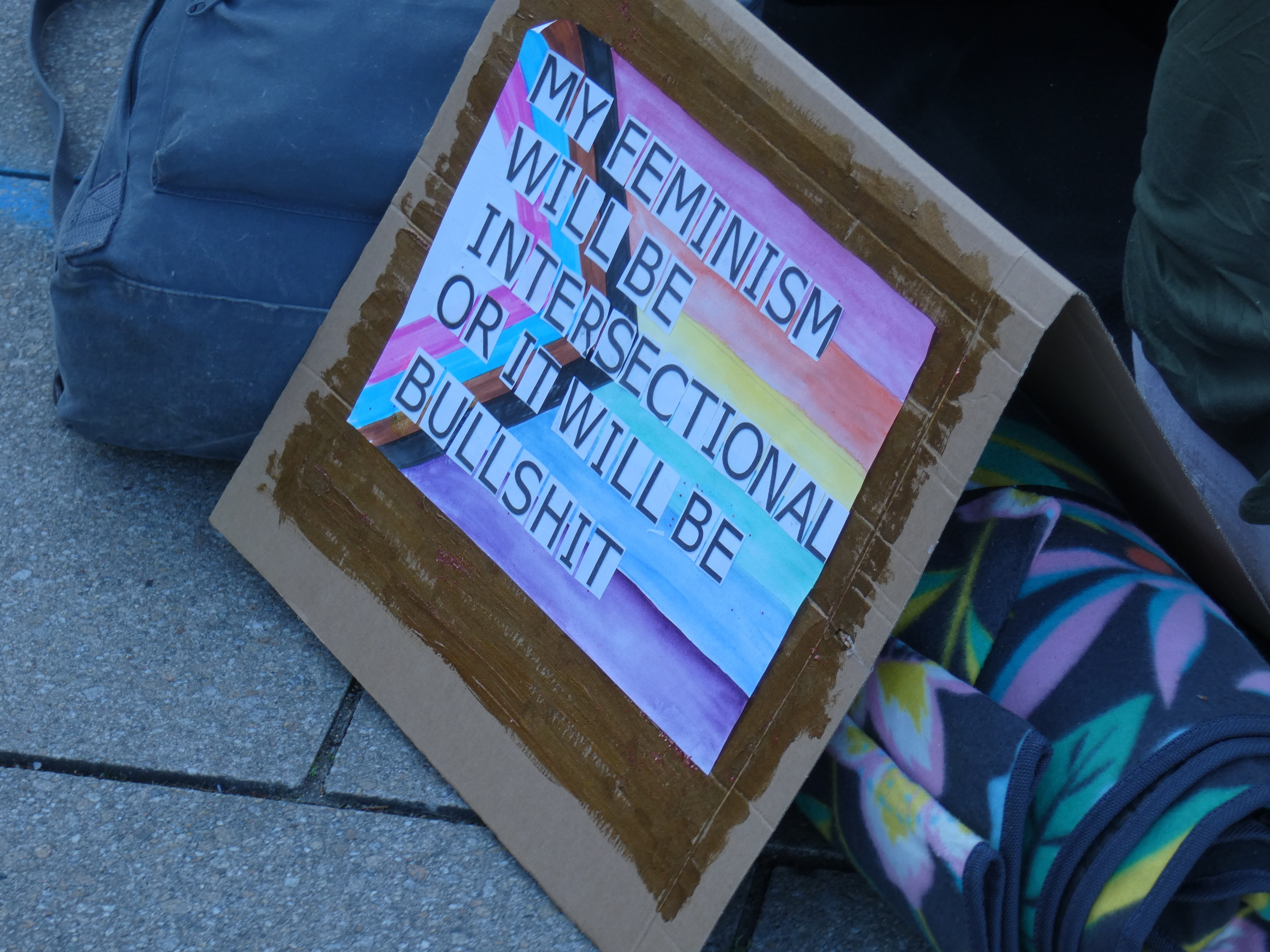
اینترسکشنالیتی یا درهم‌تنیدگی

اینترسکشنالیتی یا درهم‌تنیدگی (به انگلیسی: Intersectionality) چارچوبی تحلیلی است در تلاش برای شناسایی نظامات درهم‌تنیدهٔ قدرت که بر کسانی که بیش از همه در جامعه به حاشیه رانده شده‌اند اثر می‌گذارد. اینترسکشنالیتی در نظر می‌گیرد که اشکال گوناگون لایه‌های اجتماعی همچون طبقه، گرایش جنسی، سن، دین، آیین، ناتوانی و جنسیت جدا از یکدیگر وجود ندارند بلکه در هم تنیده‌اند. این نظریه که به عنوان کاوشِ سرکوب زنان رنگین‌پوست در جامعه آغاز شد، امروزه تحلیلی است که احتمالاً به همهٔ دسته‌بندی‌های اجتماعی از جمله هویت‌های اجتماعی که معمولاً وقتی به‌طور مستقل در نظر گرفته شوند، غالب دیده می‌شوند، قابل اعمال است.
فمینیسم اینترسکشنال شاخه‌ای از فمینیسم است ادعا می‌کند که همه جنبه‌های تبعیض‌آمیز هویت اجتماعی و سیاسی (جنسیت، نژاد، طبقه، جنسیت، معلولیت و غیره) با هم همپوشانی دارند. به‌عنوان مثال، یک زن سیاه‌پوست، به‌طور همزمان مورد تبعیض نژادی و تبعیض جنسیتی است. فمینیسم اینترسکشنال با تأیید این واقعیت که همه زنان تجربیات و هویت‌های متفاوتی دارند، خود را از فمینیسم سفیدپوستان جدا می‌کند. اینترسکشنالیتی یک چارچوب فکری است که تأثیر در هم تنیدگی روابط قدرت را بر قشرهای آسیب‌پذیرتر جامعه بررسی می‌کند. این رویکرد مطرح می‌کند که نمی‌شود برای توضیح اینکه ستم موجود بر زنان از کجا می‌آید، فقط به یک تحلیل تک‌محور بسنده کنیم، چراکه در واقع افراد به گروه‌های اجتماعی، قومی، مذهبی، نژادی، و جنسی و جنسیتی مختلف تعلق دارند و این باعث کنش و واکنش روابط اجتماعی با همدیگر می‌شود. در نتیجه تحلیل باید چند بعدی باشد.
اشکال مختلف طبقه‌بندی اجتماعی مانند طبقه، نژاد، گرایش جنسی، سن، مذهب، عقیده، ناتوانی و جنسیت و تأثیرات اجتماعی و فرهنگی آن در فمینیسم اینترسکشنال درنظر گرفته می‌شوند. اینترسکشنالیتی می‌خواهد روابط موجود بین انواع تبعیض را شناسایی کند تا در هنگام فعالیت برای ارتقا حقوق اجتماعی و سیاسی این روابط مد نظر قرار بگیرند.
این نظریه که در ابتدا جهت بررسی سرکوب زنان رنگین‌پوست در جامعه استفاده می‌شد، امروزه تحلیلی است که احتمالاً به همهٔ دسته‌بندی‌های اجتماعی از جمله هویت‌های اجتماعی غالب نیز قابل اعمال است. اینترسکشنالیتی با تئوری سرکوب سه‌گانه مرتبط است. این تئوری بیان می‌کند که بین انواع مختلف تبعیض، به‌طور خاص تبعیضِ طبقاتی، تبعیض نژادی و تبعیض جنسیتی ارتباط وجود دارد.
درهم‌تنیدگی روابط اجتماعی جنسیتی، طبقاتی، قومی، مذهبی و جنسی، یا اینترسکشنالیتی هم یک نظریه است، هم یک رهیافت شناخت‌شناسانه است، و هم یک استراتژی برای رسیدن به عدالت اجتماعی.

## تاریخچه
اصطلاح درهم‌تنیدگی روابط اجتماعی جنسیتی، جنسی، قومی، مذهبی و نژادی را اول بار کمبرلی کرنشا که حقوق‌دان و استاد دانشگاه کالیفرنیا است در سال ۱۹۸۹ مطرح کرد. اما رویکرد درهم‌تنیدگی به سال‌های دهه ۱۹۷۰ در بحبوحه جنبش فمینیستی در ایالات متحده آمریکا برمی‌گردد. جایی که نظریه‌پردازان فمینیست سیاه‌پوست که درگیر جنبش بودند، به همتایان سفیدپوست که از طبقات متوسط و مرفه جامعه آمریکا بودند، می‌گفتند تجربه زنان سیاه‌پوست که نوادگان بردگان هستند، با تجربه زنان سفیدپوست که در واقع نوادگان برده‌داران در آمریکا هستند، بسیار متفاوت است؛ و اینکه اصولاً زنان یک توده همگون نیستند؛ و اگر باور داریم که روابط قدرت بین زنان و مردان وجود دارد، روابط قدرت بین خود زنان هم وجود دارد، بسته به اینکه این زنان به چه گروه‌های اجتماعی، به چه گروه‌های مذهبی و قومی یا جنسی متعلق هستند.